# Educación matemática en el Uruguay
La educación matemática en Uruguay comienza en 1885 con la creación de la Facultad de Matemáticas y Ramas Anexas en Uruguay, en el seno de la Universidad de La República. 

## Historia

### La escuela uruguaya de matemática
En sus comienzos, la facultad otorgaba títulos de Ingeniero, Arquitecto y Agrimensor. En 1915 se dividió en: la Facultad de Ingeniera y Ramas Anexas, y la Facultad de Arquitectura.
Los cursos comenzaron a dictarse en 1888 y sólo tres estudiantes fueron los primeros promocionados, los cuales se graduaron como ingenieros en 1892, Uno de ellos fue Eduardo García de Zúñiga.
En ese entonces, el ingeniero Rafael Barret dictaba conferencias de geometrías no euclidianes y demostró a su vez la teoría de los números.
García de Zúñiga (1867-1951) el cual ejerció su profesión en obras como el Puerto de Montevideo, y sin ser necesariamente un matemático,  dictó cursos y escribió libros referentes a la disciplina. Publicó además en la Revista de Ingeniería y en el Boletín de la Facultad varios artículos sobre la historia de la matemática. Desde el punto de vista del desarrollo de las matemáticas en Uruguay su labor en la Biblioteca Central de la Facultad, que lleva su nombre, contribuyó con la formación de generaciones posteriores de matemáticos.

## Centro de Matemática
El Centro de Matemáticas (CMAT), fue creado en 1987 adaptando un proyecto de Rafael Laguardia de la década de 1960. El mencionado proyecto tuvo los siguientes objetivos:
- Promover la investigación de las matemáticas que se desarrollan en la Universidad de la República.
- Organizar la enseñanza de las matemáticas en Licenciaturas y Posgrados.
- Realizar estudios en diversas ramas de las matemáticas.
- Mejorar la formación de los docentes.

## Aspectos principales
En Uruguay la educación de las matemáticas ha generado algunas discusiones, principalmente cuando se investiga el aprendizaje de los estudiantes.
Dentro de los posibles inconvenientes para su implementación se pueden citar las siguientes dificultades:
- Formación de los docentes: un docente debe prepararse tanto en las materias anexadas como en las materias específicas de su futura profesión. Según los datos proporcionados en abril de 2005 (y  que hasta ahora se mantienen), proporcionados por la ANEP, Centro de matemáticas y la Universidad de la República, apuntan a que el porcentaje de docentes de matemáticas que se forman por año es muy pequeño con respecto a los que se retiran.[1]

- Los planes educativos: en ocasiones se ha constatado que los planes son antiguos y no reflejan la evolución de la disciplina. Según  datos del CES, los planes utilizados son para ciclo básico del 1896/93, 1996, con la reformulación de 2006, y para bachillerato el plan 1976 con la reformulación de 2006. Esta estadística fue actualizada por última vez en 2013[2]

- Aprendizaje por parte de los estudiantes: mediante pruebas, se ha constatado que los alumnos tienen dificultad en el aprendizaje de esta disciplina, y esto lleva a las bajas calificaciones en matemáticas y en áreas relacionadas. Walter Cibils, profesor de matemática en Uruguay, realizó una investigación en la cual descubrió que aproximadamente el 50% de los estudiantes de bachillerato estaban repitiendo el curso (2000);solamente un 15% tenían rendimiento aceptable, y de los que rindieron exámenes, aprobó un 30%.

- Exceso de estudiantes por grupos: en grupos muy numerosos, los docentes no tienen la posibilidad de resolver todas las dudas y dificultades de sus estudiantes. a esto se suma también el tiempo muy corto que se tiene para dictar la asignatura. En 2011 la UNESCO realizó un informe en el cual señalaba que Uruguay estaba en el quinto lugar con respecto a matrículas de estudiantes en estudios terciarios- por debajo de Cuba, Venezuela, Argentina, Granada-.[3]

- La contraposición: en el paso de la primaria a secundaria el estudiante se encuentra con una cantidad de nuevos conceptos y teorías y ocurre una contraposición de lo que el alumno aprendió en la escuela y lo que está aprendiendo en la Educación Media.

### Factores que mejoran el aprendizaje de la matemática
Actualmente se han empleado diversos métodos de mejoramiento en el aprendizaje de las matemáticas. El uso de las tecnologías disponibles han facilitado la obtención de estos métodos.
El Geogebra (un programa gratuito y didáctico que sirve para facilitar el aprendizaje de geometría y ramas relacionadas), ha facilitado el aprendizaje a través de sus recursos e innovaciones.